# 광미
광미 또는 광물 찌꺼기는 채광에서 광석의 비경제적인 부분(맥석)에서 가치 있는 부분을 분리하는 과정 후에 남은 물질이다. 광미는 광석이나 광물체 위에 놓여 있고 채광 중에 처리되지 않고 옮겨지는 폐석이나 기타 물질인 표층부재와는 다르다.
광석에서 광물을 추출하는 방법에는 두 가지 방법이 있다. 물과 중력을 사용하여 귀중한 광물을 농축하는 사금 채굴, 또는 광석이 포함된 암석을 분쇄한 다음 화학 반응을 통해 원하는 광물을 농축하는 단단한 암석 채굴이다. 후자의 경우, 광석에서 광물을 추출하려면 분쇄가 필요하다. 즉, 대상 원소의 추출을 용이하게 하기 위해 광석을 미세한 입자로 분쇄하는 작업이 필요하다. 이러한 분쇄로 인해 광미는 모래알 크기에서 수 마이크로미터에 이르는 미세한 입자의 슬러리로 구성된다. 광산 광미는 일반적으로 분쇄기에서 미세한 광물 입자와 물의 혼합물인 슬러리 형태로 생산된다.
광미는 중금속, 황화물, 방사성 물질과 같은 독성 화학물질의 위험한 공급원이 될 가능성이 높다. 이러한 화학물질은 광미댐 뒤에 있는 연못의 물에 저장될 때 특히 위험하다. 이러한 연못은 또한 댐의 심각한 파손이나 누수에 취약하여 브리티시 컬럼비아의 마운트폴레이(Mount Polley) 재해와 같은 환경 재해를 야기한다. 이러한 문제와 지하수 누출, 독성 배출 및 조류 사망과 같은 기타 환경 문제로 인해 광미 더미와 연못은 특히 제1세계 국가에서 더 많은 조사를 받았지만 광미 관리에 대한 최초의 UN 수준 표준은 2020년에야 확립되었다.
경제적 가치를 회복하고, 광미의 영향을 억제하거나 완화하기 위한 다양한 방법이 있다. 그러나 국제적으로 이러한 관행은 열악하며 때로는 인권을 침해하기도 한다.